# Mats Jonsson
Mats Jonsson (1957. november 28. –) svéd autóversenyző, kétszeres rali-világbajnoki futamgyőztes.

## Pályafutása
Az 1979-es Svéd ralin debütált a rali-világbajnokságon. 2007-ig tartó világbajnoki pályafutása során, az 1989-es Új-Zéland-ralit leszámítva csak európai versenyeken vett részt. Negyven futamon indult, melyből huszonhárom a hazájában rendezett Svéd rali volt. Ezt a versenyt két alkalommal, 1992-ben és 1993-ban sikerült megnyernie. Rövidebb időre több gyári csapat is alkalmazta, ezek: Opel, Toyota, Subaru.

### Rali-világbajnoki győzelem
| #  | Dátum                | Rali      | Navigátor    | Autó                    | Összefoglaló |
| -- | -------------------- | --------- | ------------ | ----------------------- | ------------ |
| 1. | 1992. február 13-16. | Svéd rali | Lars Bäckman | Toyota Celica GT-Four   | Összefoglaló |
| 2. | 1993. február 12-14. | Svéd rali | Lars Bäckman | Toyota Celica Turbo 4WD | Összefoglaló |

## Külső hivatkozások
- Profilja a rallybase.nl honlapon
- Profilja a juwra.com honlapon